# Microgaster tristiculus
Microgaster tristiculus är en stekelart som beskrevs av Granger 1949. Microgaster tristiculus ingår i släktet Microgaster och familjen bracksteklar. Inga underarter finns listade i Catalogue of Life.